# Berberis pingshanensis
Berberis pingshanensis là một loài thực vật có hoa trong họ Hoàng mộc. Loài này được W.C. Sung & P.G. Xiao mô tả khoa học đầu tiên năm 1974.